# Cambodjaans voetbalelftal (mannen)
Het Cambodjaans voetbalelftal is een team van voetballers dat Cambodja vertegenwoordigt bij internationale wedstrijden zoals de kwalificatiewedstrijden voor het Wereldkampioenschap voetbal, de Asian Cup en het ASEAN voetbalkampioenschap. In 1972 eindigde Cambodja als vierde op de Asian Cup (als Khmerrepubliek), sindsdien kon het team nog maar weinig presteren. De voetbalbond werd in 1933 opgericht en sloot zich in 1953 bij de FIFA aan.

## Deelname aan internationale toernooien

### Wereldkampioenschap
Cambodja speelt op 6 april 1997 zijn eerste kwalificatiewedstrijd voor het Wereldkampioenschap voetbal. Cambodja speelt in Jakarta een uitwedstrijd tegen Indonesië (0–8). In een poule met verder nog Jemen en Oezbekistan worden 4 andere wedstrijden verloren. Alleen de thuiswedstrijd tegen Indonesië wordt met 1–1 gelijkgespeeld.
| Wereldkampioenschap voetbal overzicht | Wereldkampioenschap voetbal overzicht | Wereldkampioenschap voetbal overzicht | Wereldkampioenschap voetbal overzicht | Wereldkampioenschap voetbal overzicht | Wereldkampioenschap voetbal overzicht | Wereldkampioenschap voetbal overzicht | Wereldkampioenschap voetbal overzicht | Wereldkampioenschap voetbal overzicht |
| Jaar                                  | Ronde                                 | Wed.                                  | W                                     | G                                     | V                                     | DV                                    | DT                                    |                                       |
| ------------------------------------- | ------------------------------------- | ------------------------------------- | ------------------------------------- | ------------------------------------- | ------------------------------------- | ------------------------------------- | ------------------------------------- | ------------------------------------- |
| 1998                                  | Niet gekwalificeerd                   | Niet gekwalificeerd                   | Niet gekwalificeerd                   | Niet gekwalificeerd                   | Niet gekwalificeerd                   | Niet gekwalificeerd                   | Niet gekwalificeerd                   |                                       |
| 2002                                  | Niet gekwalificeerd                   | Niet gekwalificeerd                   | Niet gekwalificeerd                   | Niet gekwalificeerd                   | Niet gekwalificeerd                   | Niet gekwalificeerd                   | Niet gekwalificeerd                   |                                       |
| 2006                                  | Geen deelname                         | Geen deelname                         | Geen deelname                         | Geen deelname                         | Geen deelname                         | Geen deelname                         | Geen deelname                         |                                       |
| 2010                                  | Niet gekwalificeerd                   | Niet gekwalificeerd                   | Niet gekwalificeerd                   | Niet gekwalificeerd                   | Niet gekwalificeerd                   | Niet gekwalificeerd                   | Niet gekwalificeerd                   |                                       |
| 2014                                  | Niet gekwalificeerd                   | Niet gekwalificeerd                   | Niet gekwalificeerd                   | Niet gekwalificeerd                   | Niet gekwalificeerd                   | Niet gekwalificeerd                   | Niet gekwalificeerd                   |                                       |
| 2018                                  | Niet gekwalificeerd                   | Niet gekwalificeerd                   | Niet gekwalificeerd                   | Niet gekwalificeerd                   | Niet gekwalificeerd                   | Niet gekwalificeerd                   | Niet gekwalificeerd                   |                                       |
| 2022                                  | Niet gekwalificeerd                   | Niet gekwalificeerd                   | Niet gekwalificeerd                   | Niet gekwalificeerd                   | Niet gekwalificeerd                   | Niet gekwalificeerd                   | Niet gekwalificeerd                   |                                       |
| 2026                                  | Niet gekwalificeerd                   | Niet gekwalificeerd                   | Niet gekwalificeerd                   | Niet gekwalificeerd                   | Niet gekwalificeerd                   | Niet gekwalificeerd                   | Niet gekwalificeerd                   |                                       |

### Aziatisch kampioenschap
| Aziatisch kampioenschap voetbal overzicht | Aziatisch kampioenschap voetbal overzicht | Aziatisch kampioenschap voetbal overzicht | Aziatisch kampioenschap voetbal overzicht | Aziatisch kampioenschap voetbal overzicht | Aziatisch kampioenschap voetbal overzicht | Aziatisch kampioenschap voetbal overzicht | Aziatisch kampioenschap voetbal overzicht | Aziatisch kampioenschap voetbal overzicht |
| Jaar                                      | Ronde                                     | Wed.                                      | W                                         | G                                         | V                                         | DV                                        | DT                                        | Kwal                                      |
| ----------------------------------------- | ----------------------------------------- | ----------------------------------------- | ----------------------------------------- | ----------------------------------------- | ----------------------------------------- | ----------------------------------------- | ----------------------------------------- | ----------------------------------------- |
| 1956                                      | Niet gekwalificeerd                       | Niet gekwalificeerd                       | Niet gekwalificeerd                       | Niet gekwalificeerd                       | Niet gekwalificeerd                       | Niet gekwalificeerd                       | Niet gekwalificeerd                       | Niet gekwalificeerd                       |
| 1960                                      | Teruggetrokken                            | Teruggetrokken                            | Teruggetrokken                            | Teruggetrokken                            | Teruggetrokken                            | Teruggetrokken                            | Teruggetrokken                            | Teruggetrokken                            |
| 1964                                      | Teruggetrokken                            | Teruggetrokken                            | Teruggetrokken                            | Teruggetrokken                            | Teruggetrokken                            | Teruggetrokken                            | Teruggetrokken                            | Teruggetrokken                            |
| 1968                                      | Niet gekwalificeerd                       | Niet gekwalificeerd                       | Niet gekwalificeerd                       | Niet gekwalificeerd                       | Niet gekwalificeerd                       | Niet gekwalificeerd                       | Niet gekwalificeerd                       | Niet gekwalificeerd                       |
| Spelend als Khmerrepubliek                |                                           |                                           |                                           |                                           |                                           |                                           |                                           |                                           |
| 1972                                      | Vierde                                    | 5                                         | 1                                         | 0                                         | 4                                         | 8                                         | 10                                        | (Kwal.)                                   |
| Spelend als Kampuchea                     |                                           |                                           |                                           |                                           |                                           |                                           |                                           |                                           |
| 1976                                      | Geen deelname                             | Geen deelname                             | Geen deelname                             | Geen deelname                             | Geen deelname                             | Geen deelname                             | Geen deelname                             | Geen deelname                             |
| 1980                                      | Teruggetrokken                            | Teruggetrokken                            | Teruggetrokken                            | Teruggetrokken                            | Teruggetrokken                            | Teruggetrokken                            | Teruggetrokken                            | Teruggetrokken                            |
|                                           |                                           |                                           |                                           |                                           |                                           |                                           |                                           |                                           |
| 1984–1996                                 | Geen deelname                             | Geen deelname                             | Geen deelname                             | Geen deelname                             | Geen deelname                             | Geen deelname                             | Geen deelname                             | Geen deelname                             |
| 2000                                      | Niet gekwalificeerd                       | Niet gekwalificeerd                       | Niet gekwalificeerd                       | Niet gekwalificeerd                       | Niet gekwalificeerd                       | Niet gekwalificeerd                       | Niet gekwalificeerd                       | Niet gekwalificeerd                       |
| 2004–2007                                 | Geen deelname                             | Geen deelname                             | Geen deelname                             | Geen deelname                             | Geen deelname                             | Geen deelname                             | Geen deelname                             | Geen deelname                             |
| 2011                                      | Niet gekwalificeerd                       | Niet gekwalificeerd                       | Niet gekwalificeerd                       | Niet gekwalificeerd                       | Niet gekwalificeerd                       | Niet gekwalificeerd                       | Niet gekwalificeerd                       | Niet gekwalificeerd                       |
| 2015                                      | Niet gekwalificeerd                       | Niet gekwalificeerd                       | Niet gekwalificeerd                       | Niet gekwalificeerd                       | Niet gekwalificeerd                       | Niet gekwalificeerd                       | Niet gekwalificeerd                       | Niet gekwalificeerd                       |
| 2019                                      | Niet gekwalificeerd                       | Niet gekwalificeerd                       | Niet gekwalificeerd                       | Niet gekwalificeerd                       | Niet gekwalificeerd                       | Niet gekwalificeerd                       | Niet gekwalificeerd                       | Niet gekwalificeerd                       |
| 2023                                      | Niet gekwalificeerd                       | Niet gekwalificeerd                       | Niet gekwalificeerd                       | Niet gekwalificeerd                       | Niet gekwalificeerd                       | Niet gekwalificeerd                       | Niet gekwalificeerd                       | Niet gekwalificeerd                       |
| 2027                                      | Niet gekwalificeerd                       | Niet gekwalificeerd                       | Niet gekwalificeerd                       | Niet gekwalificeerd                       | Niet gekwalificeerd                       | Niet gekwalificeerd                       | Niet gekwalificeerd                       | Niet gekwalificeerd                       |

De AFC Challenge Cup was een internationaal voetbaltoernooi van 2006 tot 2014 dat tevens diende als kwalificatietoernooi voor de AFC Asian Cup voor de landen die in de ranking van de Asian Football Confederation onderaan staan. Het beste resultaat en tevens de enige keer dat Cambodja meedeed aan het hoofdtoernooi was in 2006 toen het in de groepsfase eindige. Er werd 1 wedstrijd gewonnen dat toernooi, tegen Guam werd het 3–0. Op het Aziatisch kampioenschap wist Cambodja (onder de naam: Khmerrepubliek) zich te kwalificeren en een groep met Koeweit (4–0) en Zuid-Korea (1–4) te overleven. In de halve finale ging het echter tegen Iran 1–2 onderuit.

### Zuidoost-Aziatisch kampioenschap
| Zuidoost-Aziatisch kampioenschap voetbal overzicht | Zuidoost-Aziatisch kampioenschap voetbal overzicht | Zuidoost-Aziatisch kampioenschap voetbal overzicht | Zuidoost-Aziatisch kampioenschap voetbal overzicht | Zuidoost-Aziatisch kampioenschap voetbal overzicht | Zuidoost-Aziatisch kampioenschap voetbal overzicht | Zuidoost-Aziatisch kampioenschap voetbal overzicht | Zuidoost-Aziatisch kampioenschap voetbal overzicht | Zuidoost-Aziatisch kampioenschap voetbal overzicht |
| Jaar                                               | Ronde                                              | Wed.                                               | W                                                  | G                                                  | V                                                  | DV                                                 | DT                                                 | Kwal                                               |
| -------------------------------------------------- | -------------------------------------------------- | -------------------------------------------------- | -------------------------------------------------- | -------------------------------------------------- | -------------------------------------------------- | -------------------------------------------------- | -------------------------------------------------- | -------------------------------------------------- |
| 1996                                               | Groepsfase                                         | 4                                                  | 0                                                  | 0                                                  | 4                                                  | 1                                                  | 12                                                 |                                                    |
| 1998                                               | Niet gekwalificeerd                                | Niet gekwalificeerd                                | Niet gekwalificeerd                                | Niet gekwalificeerd                                | Niet gekwalificeerd                                | Niet gekwalificeerd                                | Niet gekwalificeerd                                | Niet gekwalificeerd                                |
| 2000                                               | Groepsfase                                         | 4                                                  | 1                                                  | 0                                                  | 3                                                  | 5                                                  | 10                                                 |                                                    |
| 2002                                               | Groepsfase                                         | 4                                                  | 1                                                  | 0                                                  | 3                                                  | 5                                                  | 18                                                 |                                                    |
| 2004                                               | Groepsfase                                         | 4                                                  | 0                                                  | 0                                                  | 4                                                  | 2                                                  | 22                                                 |                                                    |
| 2007                                               | Niet gekwalificeerd                                | Niet gekwalificeerd                                | Niet gekwalificeerd                                | Niet gekwalificeerd                                | Niet gekwalificeerd                                | Niet gekwalificeerd                                | Niet gekwalificeerd                                | Niet gekwalificeerd                                |
| 2008                                               | Groepsfase                                         | 3                                                  | 0                                                  | 0                                                  | 3                                                  | 2                                                  | 12                                                 | (Kwal.)                                            |
| 2010                                               | Niet gekwalificeerd                                | Niet gekwalificeerd                                | Niet gekwalificeerd                                | Niet gekwalificeerd                                | Niet gekwalificeerd                                | Niet gekwalificeerd                                | Niet gekwalificeerd                                | Niet gekwalificeerd                                |
| 2012                                               | Niet gekwalificeerd                                | Niet gekwalificeerd                                | Niet gekwalificeerd                                | Niet gekwalificeerd                                | Niet gekwalificeerd                                | Niet gekwalificeerd                                | Niet gekwalificeerd                                | Niet gekwalificeerd                                |
| 2014                                               | Niet gekwalificeerd                                | Niet gekwalificeerd                                | Niet gekwalificeerd                                | Niet gekwalificeerd                                | Niet gekwalificeerd                                | Niet gekwalificeerd                                | Niet gekwalificeerd                                | Niet gekwalificeerd                                |
| 2016                                               | Groepsfase                                         | 3                                                  | 0                                                  | 0                                                  | 3                                                  | 4                                                  | 8                                                  | (Kwal.)                                            |
| 2018                                               | Groepsfase                                         | 4                                                  | 1                                                  | 0                                                  | 3                                                  | 4                                                  | 9                                                  |                                                    |
| 2020                                               | Groepsfase                                         | 4                                                  | 1                                                  | 0                                                  | 3                                                  | 6                                                  | 11                                                 |                                                    |
| 2022                                               | Groepsfase                                         | 4                                                  | 2                                                  | 0                                                  | 2                                                  | 10                                                 | 8                                                  |                                                    |
| 2024                                               | Groepsfase                                         | 4                                                  | 1                                                  | 1                                                  | 2                                                  | 7                                                  | 8                                                  |                                                    |

### AFC Challenge Cup
| AFC Challenge Cup overzicht | AFC Challenge Cup overzicht | AFC Challenge Cup overzicht | AFC Challenge Cup overzicht | AFC Challenge Cup overzicht | AFC Challenge Cup overzicht | AFC Challenge Cup overzicht | AFC Challenge Cup overzicht | AFC Challenge Cup overzicht |
| Jaar                        | Ronde                       | Wed.                        | W                           | G                           | V                           | DV                          | DT                          |                             |
| --------------------------- | --------------------------- | --------------------------- | --------------------------- | --------------------------- | --------------------------- | --------------------------- | --------------------------- | --------------------------- |
| 2006                        | Groepsfase                  | 3                           | 1                           | 0                           | 2                           | 4                           | 6                           |                             |
| 2008                        | Niet gekwalificeerd         | Niet gekwalificeerd         | Niet gekwalificeerd         | Niet gekwalificeerd         | Niet gekwalificeerd         | Niet gekwalificeerd         | Niet gekwalificeerd         |                             |
| 2010                        | Niet gekwalificeerd         | Niet gekwalificeerd         | Niet gekwalificeerd         | Niet gekwalificeerd         | Niet gekwalificeerd         | Niet gekwalificeerd         | Niet gekwalificeerd         |                             |
| 2012                        | Niet gekwalificeerd         | Niet gekwalificeerd         | Niet gekwalificeerd         | Niet gekwalificeerd         | Niet gekwalificeerd         | Niet gekwalificeerd         | Niet gekwalificeerd         |                             |
| 2014                        | Niet gekwalificeerd         | Niet gekwalificeerd         | Niet gekwalificeerd         | Niet gekwalificeerd         | Niet gekwalificeerd         | Niet gekwalificeerd         | Niet gekwalificeerd         |                             |

## FIFA-wereldranglijst[5]
| 1995 | 1996 | 1997 | 1998 | 1999 | 2000 | 2001 | 2002 | 2003 | 2004 | 2005 | 2006 | 2007 | 2008 | 2009 | 2010 | 2011 | 2012 | 2013 | 2014 | 2015 | 2016 | 2017 | 2018 |
| ---- | ---- | ---- | ---- | ---- | ---- | ---- | ---- | ---- | ---- | ---- | ---- | ---- | ---- | ---- | ---- | ---- | ---- | ---- | ---- | ---- | ---- | ---- | ---- |
| 180  | 186  | 170  | 162  | 168  | 169  | 169  | 176  | 178  | 184  | 188  | 174  | 183  | 178  | 175  | 166  | 170  | 184  | 189  | 179  | 180  | 173  | 173  | 172  |

FFC · Cambodjaans vrouwenelftal
Afghanistan ·
Aruba ·
Australië ·
Bahrein ·
Bangladesh ·
Bhutan ·
Brunei ·
China ·
Equatoriaal-Guinea ·
Filipijnen ·
Guam ·
Guinee ·
Guyana ·
Hongkong ·
India ·
Indonesië ·
Irak ·
Iran ·
Japan ·
Jemen ·
Jordanië ·
Kirgizië ·
Koeweit ·
Laos ·
Libanon ·
Macau ·
Malediven ·
Maleisië ·
Mongolië ·
Myanmar ·
Nepal ·
Noord-Korea ·
Oezbekistan ·
Oost-Timor ·
Pakistan ·
Palestina ·
Qatar ·
Saoedi-Arabië ·
Singapore ·
Sri Lanka ·
Syrië ·
Tadzjikistan ·
Taiwan ·
Thailand ·
Turkmenistan ·
Vietnam ·
Zuid-Korea ·
Zuid-Vietnam